# Polygala shinnersii
Polygala shinnersii là một loài thực vật có hoa trong họ Polygalaceae. Loài này được W.H. Lewis miêu tả khoa học đầu tiên năm 1962.